# Den udelukkede midte
 Der er for få eller ingen kildehenvisninger i denne artikel, hvilket er et problem. Du kan hjælpe ved at angive troværdige kilder til de påstande, som fremføres i artiklen.

Den udelukkede midte er et logisk princip, som påpeger, at udsagn må være enten sande, eller også må deres negation være sand.
Den udelukkede midte er et af de tre klassiske grundprincipper inden for logikken. De to andre er henholdsvis kontradiktionsprincippet og identitetsloven.
Traditionelt set anses Aristoteles for at være den første til at formulere den udelukkede midte i værket Metafysikken, der er en samling af hans noter.
Den udelukkede midte er tæt tilknyttet princippet om bivalens, der påpeger, at noget enten må være sandt eller falsk.
Forskellen på de to principper kan ses på denne måde:
- Princippet om bivalens påpeger, at der kun er to sandhedsværdier: Sandt og falsk.
- Den udelukkede midte påpeger, at disse to værdier må være gensidigt udelukkende.